# Cindy Lords
Cindy Lords (Budapest, 13 de enero de 1984) es una actriz pornográfica húngara.
Esta joven actriz de cine para adultos, debía ser muy consciente de que su futuro estaría en el porno, ya que sus primeras apariciones delante de cámaras las realizó a los 18 años de edad.
Cindy tiene ojos verdes y cuerpo natural.

## Filmografía parcial
- Those Fuckin' Nuts [2006]
- Private Gold 76: Mission Possible 2 [2006]
- Private Gold 74: Code Name Mata-Hari [2006]
- Private Gold 75: Code Name Mata-Hari 2 [2006]
- Peccato Originale [2005]
- Dirty Dreams [2005]
- La Soubrette [2005]
- Onosa tu madre(Darkness) [2005]
- Anal P.O.V.4 [2005]
- Ass Wilde Open 3 [2005]
- Girls on Girls 3 [2005]
- Madame [2005]
- Private Gold 73: Mission Posible [2005]
- Sex Tails 2 [2005]
- Wet Pleasure [2005]
- Black out Sex [2004]
- Private Gold 68: Millionaire 2 [2004]
- Private Tropical 14: Sunset Memories [2004]
- Private Sports 6: Soccer Girls [2004]
- Fuckin' Funny [2004]
- Beautiful Girls 14 [2004]
- Sesse pericolose [2004]
- Girls on Girls 2[2004]
- Lusty Legs 2 [2004]
- Pokerwom [2004]
- Pretty Chickis 2 [2004]
- Private Tropical 13: A Hidden Peasure [2004]
- The Professianals 3: Butt Lust [2004]
- Total Babe 3; Attention Whorer [2004]
- Wife, Lover, Whore [2004]
- Anal Expediton 2 [2003]
- Tentazione Perverse di una coppia perbene [2003]